# Elliott River, Queensland
Elliott River är ett vattendrag i Australien. Det ligger i delstaten Queensland, omkring 290 kilometer norr om delstatshuvudstaden Brisbane. Genomsnittlig årsnederbörd är 1 192 millimeter. Den regnigaste månaden är januari, med i genomsnitt 232 mm nederbörd, och den torraste är september, med 24 mm nederbörd.